# Gaetano Fichera
Pour les articles homonymes, voir Fichera.
Gaetano Fichera (Acireale, 8 février 1922 - Rome, 1er juin 1996) est un mathématicien italien, travaillant dans les domaines de l'analyse mathématique, l'élasticité linéaire, les équations aux dérivées partielles et les fonctions de plusieurs variables complexes.

## Biographie
Gaetano Fichera naît à Acireale, une ville près de Catane en Sicile, l'aîné des quatre fils de Giuseppe Fichera et de Marianna Abate. Son père Giuseppe était professeur de mathématiques et a influencé le jeune Gaetano à partir de sa passion de toujours. Dans ses jeunes années, il est un joueur de football talentueux. Le 1er février 1943, il est dans l'armée italienne et lors des événements de septembre 1943, il est fait prisonnier par les troupes nazies, maintenu en détention à Teramo puis envoyé à Vérone ; il réussit à s'en échapper et gagne la région italienne d'Émilie-Romagne, passant avec les partisans la dernière année de guerre. Après la guerre, il est d'abord à Rome puis à Trieste, où il rencontre Matelda Colautti, qui deviendra sa femme en 1952.

### Formation et carrière universitaire
Après avoir obtenu son diplôme du liceo classico en seulement deux ans, il entre à l'université de Catane à l'âge de 16 ans, y étudiant de 1937 à 1939 sous la direction de Pia Nalli. Puis il s'inscrit à l'université de Rome, où en 1941 il obtient son laurea magna cum laude sous la direction de Mauro Picone, alors qu'il n'a que 19 ans. Il est immédiatement nommé par Picone comme professeur adjoint à sa chaire et comme chercheur à l'Istituto Nazionale per le Applicazioni del Calcolo (en), devenant son élève. Après la guerre, il retourne à Rome pour travailler avec Mauro Picone : en 1948, il devient Libero Docente (professeur qualifié) d'analyse mathématique et en 1949, il est nommé professeur titulaire à l'université de Trieste. Dans les deux cas, l'un des membres de la commission de jugement est Renato Caccioppoli, qui est devenu un ami proche. À partir de 1956, il est professeur titulaire à l'université de Rome dans la chaire d'analyse mathématique puis à l'Istituto Nazionale di Alta Matematica (en) dans la chaire d'analyse supérieure, succédant à Luigi Fantappiè (en). Il prend sa retraite de l'enseignement universitaire en 1992,, mais il reste professionnellement très actif jusqu'à sa mort en 1996 : notamment, en tant que membre de l'Académie des Lyncéens et premier directeur de la revue Rendiconti Lincei – Matematica e Applicazioni, dont il a réussi à raviver la réputation,.

### Prix et distinctions
Il est élu membre de plusieurs académies, notamment de l'Académie des Lyncéens, de l'Académie italienne des sciences, de la Royal Society of Edinburgh, de l'Académie Léopoldine (à partir de 1973) et de l'Académie des sciences de Russie.
Il reçoit le prix Columbus (1949), le prix du ministère italien de l'Éducation (1961), le prix Antonio-Feltrinelli (1976), la médaille d'or « Benemeriti della Scuola, della Cultura, dell'Arte » (1979), la médaille Ivane Javakhishvili (1982) et la médaille de l'Université pour étrangers de Pérouse (1993).
En 1970 il est conférencier invité au Congrès international des mathématiciens à Nice, avec une conférence intitulée « Unilateral constraints in elasticity ».

### Influences
Gaetano Fichera rappelle à plusieurs reprises son amitié de toute une vie avec son professeur Mauro Picone. Comme le rappelle Colautti Fichera ((Colautti Fichera 2006)), son père Giuseppe est professeur assistant à la chaire de Picone alors qu'il enseigne à l'université de Catane : ils deviennent amis et leur amitié dure même lorsque Giuseppe est contraint de quitter la carrière universitaire pour des raisons économiques, étant déjà le père de deux fils, jusqu'à la mort de Giuseppe. De 1939 à 1941, le jeune Fichera développe ses recherches directement sous la direction de Picone : comme il s'en souvient, c'est une période de travail intense. Mais aussi, à son retour du front en avril 1945 il rencontre Picone alors qu'il est à Rome sur le chemin du retour en Sicile, et son conseiller est heureux de le voir tel qu'un père qui retrouve son enfant vivant. Une autre mathématicienne dont Fichera admet l'influence et reconnaît comme l'une de ses professeurs et inspirateurs est Pia Nalli : elle est une analyste exceptionnelle, enseignant pendant plusieurs années à l'université de Catane, étant son professeur d'analyse mathématique de 1937 à 1939. Antonio Signorini et Francesco Severi sont deux des professeurs de Fichera à l'époque romaine : le premier l'introduit et inspire ses recherches dans le domaine de l'élasticité linéaire (en) tandis que le second a inspiré ses recherches dans le domaine qu'il lui enseigne, à savoir la théorie des fonctions analytiques de plusieurs variables complexes. Signorini a une forte amitié de longue date avec Picone : une plaque commémorative qui commémore les deux amis est placée sur un mur de l'immeuble où ils vivent, 18 Via delle Tre Madonne, à Rome, comme le rappelle (Fichera 1995b, p. 47). Les deux grands mathématiciens étendent leur amitié au jeune Fichera, ce qui conduit à la solution du problème de Signorini et à la fondation de la théorie des inéquations variationnelles. Les relations de Fichera avec Severi ne sont pas aussi amicales qu'avec Signorini et Picone : néanmoins, Severi, qui est l'un des mathématiciens italiens les plus influents de la première moitié du XXe siècle, tient en estime le jeune mathématicien. Lors d'un cours sur la théorie des fonctions analytiques de plusieurs variables complexes enseigné à l'Istituto Nazionale di Alta Matematica (en) à partir de l'automne 1956 et du début du 1957, dont les cours sont rassemblés dans le livre (Severi 1958), Severi pose le problème de généralisant son théorème sur le problème de Dirichlet pour la fonction holomorphe de plusieurs variables, comme le rappelle (Fichera 1957, p. 707) : le résultat est l'article (Fichera 1957), qui est un chef-d'œuvre, bien que généralement pas reconnu pour diverses raisons décrites par (Range 2002). Parmi les autres scientifiques qu'il a eus comme professeurs pendant la période 1939-1941 figurent Enrico Bompiani, Leonida Tonelli et Giuseppe Armellini : il se souvient d'eux avec beaucoup de respect et d'admiration, même s'il ne partage pas toutes leurs opinions et idées, comme le rappelle (Colautti Fichera 2006, p. 16).

### Amitiés
Une liste complète des amis de Fichera comprend certains des meilleurs scientifiques et mathématiciens du XXe siècle : Olga Oleinik, Olga Ladyjenskaïa, Israel Gelfand, Ivan Petrovski, Vladimir Maz'ya (en), Nicolas Muskhelichvili, Ilia Vekoua, Richard Courant, Fritz John, Kurt Friedrichs, Peter Lax, Louis Nirenberg, Ronald Rivlin, Hans Lewy, Clifford Truesdell, Edmund Hlawka, Ian Sneddon (en), Jean Leray, Alexander Weinstein, Alexander Ostrowski, Renato Caccioppoli, Solomon Mikhlin (en), Paul M. Naghdi (en), Marston Morse comptent parmi ses amis scientifiques collaborateurs et correspondants, pour n'en citer que quelques-uns. Il a construit un tel réseau de contacts en étant invité à plusieurs reprises à donner des conférences sur ses recherches par diverses universités et instituts de recherche, et en participant également à plusieurs conférences académiques, toujours sur invitation. Cette longue série de voyages scientifiques commence en 1951, lorsqu'il part aux États-Unis avec son maître et ami Mauro Picone et Bruno de Finetti afin d'examiner les capacités et les caractéristiques des premiers ordinateurs électroniques et d'en acheter un pour l'Istituto Nazionale per le Applicazioni del Calcolo (en) : la machine qu'ils ont conseillée d'acheter était le premier ordinateur jamais fonctionnel en Italie. La source la plus complète sur ses amis et collaborateurs est le livre (Colautti Fichera 2006) de sa femme Matelda : dans ces références, il est également possible de trouver une description assez complète des voyages scientifiques de Gaetano Fichera.
L'étroite amitié entre Angelo Pescarini et Fichera n'a pas ses racines dans leurs intérêts scientifiques : c'est une autre histoire de guerre. Comme le rappelle (Oleinik 1997, p. 12), Gaetano, évadé de Vérone et caché dans un couvent à Alfonsine, a tenté d'entrer en contact avec le groupe local de partisans afin d'aider les habitants de cette ville qui lui avaient été si utiles: ils ont été informés du fait qu'un professeur adjoint à la chaire d'analyse supérieure de Rome tentait de les joindre. Angelo, qui était étudiant en mathématiques à l'université de Bologne sous Gianfranco Cimmino (en), un ancien élève de Mauro Picone, est chargé de tester la véracité des affirmations de Gaetano, l'examinant en mathématiques: sa question était:– "Mi sai dire una condizione suffisante per scambiare un limite con un integrale (Pouvez-vous me donner une condition suffisante pour interchanger limite et intégration) ? » –. Gaetano répondit rapidement : - "Non solo ti darò la condizione suffisante, ma ti darò anche la condizione necessaria e pure per insiemi non-limitati (je peux vous donner non seulement une condition suffisante, mais aussi une condition nécessaire, et pas seulement pour domaines, mais aussi pour les domaines illimités)"–. En effet, Fichera a prouvé un tel théorème dans l'article (Fichera 1943), son dernier article écrit alors qu'il était à Rome avant de rejoindre l'armée : à partir de ce moment-là, il plaisantait souvent en disant que les bons mathématiciens peuvent toujours avoir une bonne application, même pour sauver sa vie.
Une de ses meilleures amies et collaboratrice scientifique appréciée est Olga Oleinik : elle a soigné la rédaction de son dernier article posthume (Fichera 1997), comme le rappelle (Colautti Fichera 2006).

## Travaux

### Activité de recherche
Il est l'auteur de plus de 250 articles et de 18 livres (monographies et notes de cours), : ses travaux concernent principalement les domaines des mathématiques pures et appliquées listés ci-dessous. Une caractéristique commune à l'ensemble de ses recherches est l'utilisation des méthodes d'analyse fonctionnelle pour prouver l'existence, l'unicité et les théorèmes d'approximation pour les différents problèmes qu'il étudie, ainsi qu'un intérêt particulier pour les problèmes analytiques liés aux problèmes de mathématiques appliquées.
Ses contributions les plus notables sont dans le domaine des équations différentielles elliptiques, sur lesquelles il a construit une théorie d'application dans de nombreux domaines. Il a également effectué d'importantes recherches dans les domaines de la théorie de l'élasticité, de l'analyse numérique, de l'analyse fonctionnelle et de l'histoire des mathématiques.

#### Théorie mathématique de l'élasticité
Son travail sur la théorie de l'élasticité comprend l'article (Fichera 1961c), où Fichera prouve le « principe du maximum de Fichera », son travail sur les inéquations variationnelles. Le travail sur ce dernier sujet commence avec l'article (Fichera 1963), où il annonce l'existence et le théorème d'unicité pour le problème de Signorini, et se termine par le suivant (Fichera 1964a), où la preuve complète est publiée : ce sont les travaux fondateurs du domaine des inégalités variationnelles, comme le remarque Stuart Antman dans (Antman 1983, p. 282–284). Concernant le principe de Saint-Venant, il a pu le prouver en utilisant une approche variationnelle et une légère variation d'une technique employée par Richard Toupin pour étudier le même problème : l'article (Fichera 1979a) contient une preuve complète de le principe sous l'hypothèse que la base du cylindre est un ensemble à bord lisse par morceaux. Il est également connu pour ses recherches sur la théorie de l'élasticité héréditaire : l' article (Fichera 1979b) souligne la nécessité de très bien analyser les équations constitutives des matériaux à mémoire afin d'introduire des modèles où des théorèmes d'existence et d'unicité peuvent être prouvés dans de tels cas, de manière que la preuve ne repose pas sur un choix implicite de la topologie de l'espace des fonctions où le problème est étudié. Enfin, Clifford Truesdell l'a invité à écrire les contributions (Fichera 1972a) et (Fichera 1972b) pour le Handbuch der Physik de Siegfried Flügge.

#### Équations aux dérivées partielles
Fichera est l'un des pionniers dans le développement de l'approche abstraite par l'analyse fonctionnelle afin d'étudier les problèmes généraux aux valeurs limites pour les équations aux dérivées partielles linéaires prouvant dans l'article (Fichera 1955a) un théorème similaire dans l'esprit au théorème de Lax-Milgram. Il étudie en profondeur le problème aux limites mêlées, c'est-à-dire un problème aux limites où la frontière doit satisfaire une condition aux limites mêlée : dans son premier article sur le sujet, (Fichera 1949), il prouve le premier théorème d'existence du problème aux limites mêlée pour des opérateurs autoadjoints de n > 2 variables, tandis que dans l'article (Fichera 1955a, p. 22–29) il prouve le même théorème en abandonnant l'hypothèse d'autoadjointité. Il est, selon (Oleinik 1997), le fondateur de la théorie des équations aux dérivées partielles de caractéristiques non positives : dans l'article (Fichera 1956), il introduit la désormais appelée fonction de Fichera, afin d'identifier des sous-ensembles de la frontière du domaine (en) où se pose le problème des valeurs aux limites pour ce type d'équations, où il est nécessaire ou non de spécifier la condition aux limites : un autre exposé de la théorie peut être trouvé dans l'article (Fichera 1960), qui est écrit en anglais et a été plus tard traduit en russe et en hongrois. 

#### Calcul de variation
Ses contributions au calcul des variations sont principalement consacrées à la preuve de théorèmes d'existence et d'unicité pour les maxima et les minima de fonctionnelles de forme particulière, en conjonction avec ses études sur les inégalités variationnelles et l'élasticité linéaire dans les problèmes théoriques et appliqués : dans l'article (Fichera 1964a), un théorème de semi-continuité pour une fonctionnelle introduit dans le même article est prouvé afin de résoudre le problème de Signorini, et ce théorème est étendu dans (Fichera 1964c) au cas où la fonctionnelle donnée a comme arguments des opérateurs linéaires généraux, pas nécessairement des opérateurs différentiels partiels.

#### Analyse fonctionnelle et théorie des valeurs propres
Il est difficile de singulariser ses contributions à l'analyse fonctionnelle puisque, comme indiqué au début de cette section, les méthodes d'analyse fonctionnelle sont omniprésentes dans ses recherches : cependant, il convient de rappeler l'article (Fichera 1955a), où un important théorème d'existence est prouvé. 
Ses contributions dans le domaine de la théorie des valeurs propres débutent avec l'article (Fichera 1955b), où il formalise une méthode développée par Mauro Picone pour l'approximation des valeurs propres d'opérateurs sous la seule condition que leur inverse soit compact : cependant, comme il l'admet dans (Fichera 1974a, p. 13–14), cette méthode ne donne aucune estimation de l'erreur d'approximation sur la valeur des valeurs propres calculées (approchées).
Il a également contribué au problème classique des valeurs propres pour les opérateurs symétriques, en introduisant la méthode des invariants orthogonaux.

#### Théorie de l'approximation
Ses travaux dans ce domaine sont principalement liés à l'étude de systèmes de fonctions, pouvant être des solutions particulières d'une équation aux dérivées partielles donnée ou d'un système de telles équations, afin de prouver leur complétude à la frontière d'un domaine donné. L'intérêt de cette recherche est évident : étant donné un tel système de fonctions, toute solution d'un problème aux limites peut être approchée par une série infinie ou intégrale de type Fourier dans la topologie d'un espace fonctionnel donné. L'un des exemples les plus célèbres de ce type de théorème est le théorème de Mergelyan, qui résout complètement le problème dans la classe des fonctions holomorphes pour un ensemble compact dans le plan complexe. Dans son article (Fichera 1948), Fichera étudie ce problème pour les fonctions harmoniques, assouplissant les exigences de lissage sur la frontière dans le travail déjà cité (Fichera 1955a): une enquête sur son travail et celui d'autres dans ce domaine, y compris les contributions de Mauro Picone, Bernard Malgrange, Felix Browder et un certain nombre d'autres mathématiciens, est contenue dans l'article (Fichera 1979c). Une autre branche de ses études sur la théorie de l'approximation est strictement liée à l'analyse complexe à une variable, et au théorème de Mergelyan déjà cité : il étudie le problème de l'approximation des fonctions continues sur un ensemble compact (et analytique sur son intérieur si celui-ci est non vide) du plan complexe par des fonctions rationnelles à pôles prescrits, simples ou non. L'article (Fichera 1974b) examine la contribution à la solution de ce problème et des problèmes connexes de Serguei Mergelyan (en), Lennart Carleson, Gábor Szegő ainsi que d'autres, y compris le sien.

#### Théorie du potentiel
Ses contributions à la théorie du potentiel sont très importantes. Les résultats de son article (Fichera 1948) occupent le paragraphe 24 du chapitre II du manuel (Günther 1967, p. 108–117), comme le remarque (Oleinik 1997, p. 11). Aussi, ses recherches (Fichera 1975) et (Fichera 1976) sur le comportement asymptotique du champ électrique près des points singuliers de la surface conductrice, largement connues des spécialistes (comme plusieurs travaux de Vladimir Mazya (en), Serguei Nazarov (ru), Boris Plamenevsky, B.W. Schulze et d'autres témoignent) peuvent être inclus entre ses travaux en théorie du potentiel.

#### Théorie de la mesure et de l'intégration
Ses principales contributions à ces sujets sont les articles (Fichera 1943) et (Fichera 1954). Dans la première, il prouve qu'une condition sur une suite de fonctions intégrables précédemment introduite par Mauro Picone est à la fois nécessaire et suffisante pour assurer que le processus de limite et le processus d'intégration commutent, à la fois dans les domaines bornés et non bornés : le théorème est similaire dans l'esprit au théorème de convergence dominée, qui n'énonce cependant qu'une condition suffisante. Le deuxième article contient une extension du théorème de décomposition de Lebesgue (en) à des mesures additives finies : cette extension l'a obligé à généraliser la dérivée de Radon-Nikodym, exigeant qu'elle soit une fonction ensembliste (en) appartenant à une classe donnée et minimisant une fonctionnelle particulière.

#### Analyse complexe des fonctions d'une et plusieurs variables
Il contribue à la fois au thème classique de l'analyse complexe à une variable et à celui, plus récent, de l'analyse complexe à plusieurs variables. Ses contributions à l'analyse complexe d'une variable sont essentiellement des résultats d'approximation, bien décrits dans le document (Fichera 1974b). Dans le domaine des fonctions de plusieurs variables complexes, ses contributions sont remarquables, mais aussi pas généralement reconnues. Précisément, dans l'article (Fichera 1957), il a résolu le problème de Dirichlet pour la fonction holomorphe de plusieurs variables sous l'hypothèse que la frontière du domaine ∂Ω a un vecteur normal continu de Hölder (c'est-à-dire qu'il appartient à la classe C{1,α} ) et la condition aux limites de Dirichlet est une fonction appartenant à l'espace de Sobolev H1/2(∂Ω) vérifiant la forme faible de la condition tangentielle de Cauchy–Riemann],, prolongeant un résultat précédent de Francesco Severi : ce théorème et le théorème de Lewy-Kneser sur le problème de Cauchy local pour les fonctions holomorphes de plusieurs variables, ont jeté les bases de la théorie des CR-fonctions. 
Un autre résultat important est sa preuve dans (Fichera 1983) d'une extension du théorème de Morera aux fonctions de plusieurs variables complexes, sous l'hypothèse que la fonction donnée f n'est que localement intégrable : des preuves précédentes sous des hypothèses plus restrictives ont été données par Francesco Severi dans (Severi 1931) et Salomon Bochner dans (Bochner 1953). Il a également étudié les propriétés de la partie réelle et de la partie imaginaire des fonctions de plusieurs variables complexes, c'est-à-dire des fonctions pluriharmoniques : à partir de l'article (Amoroso 1912) il donne une condition de trace analogue à la condition tangentielle de Cauchy–Riemann pour la solvabilité du problème de Dirichlet pour les fonctions pluriharmoniques dans l article (Fichera 1982a), et généralise un théorème de Luigi Amoroso à l'espace vectoriel complexe {\displaystyle \mathbb {C} ^{n}\equiv \mathbb {R} ^{2n}} pour n ≥ 2 variables complexes dans l'article (Fichera 1982b). Il a également pu prouver qu'une équation intégro-différentielle définie à la frontière d'un domaine lisse par Luigi Amoroso dans son article cité, l'équation intégro-différentielle d'Amoroso, est une condition nécessaire et suffisante pour la résolution du problème de Dirichlet pour des fonctions pluriharmoniques lorsque ce domaine est la sphère dans {\displaystyle \mathbb {C} ^{2}\equiv \mathbb {R} ^{4}}.

#### Formes différentielles extérieures
Ses contributions à la théorie des formes différentielles extérieures commencent comme un récit de guerre : après avoir lu un mémoire célèbre d'Enrico Betti (où les nombres de Betti sont introduits) juste avant de rejoindre l'armée, il utilise ces connaissances afin de développer une théorie de formes différentielles extérieures alors qu'il est retenu prisonnier dans la prison de Teramo. De retour à Rome en 1945, il discute de sa découverte avec Enzo Martinelli (en), qui l'informe avec beaucoup de tact que l'idée est déjà développée par les mathématiciens Élie Cartan et Georges de Rham. Cependant, il continue à travailler sur cette théorie, en contribuant à plusieurs articles, et conseille également à tous ses étudiants de l'étudier, malgré le fait d'être un analyste, comme il le remarque : ses principaux résultats sont rassemblés dans les articles (Fichera 1961a) et (Fichera 1961b). Dans le premier, il introduit les k -mesures, un concept moins général que les courants mais plus facile à travailler : son but est de clarifier la structure analytique des courants et de prouver tous les résultats pertinents de la théorie, c'est-à-dire les trois théorèmes de De Rham et le théorème de Hodge sur les formes harmoniques d'une manière plus simple et plus analytique. Dans le second, il développe une théorie abstraite de Hodge, suivant la méthode axiomatique, prouvant une forme abstraite du théorème de Hodge.

#### Analyse numérique
Comme indiqué dans la section « Analyse fonctionnelle et théorie des valeurs propres », sa principale contribution directe au domaine de l'analyse numérique est l'introduction de la méthode des invariants orthogonaux pour le calcul des valeurs propres des opérateurs symétriques : cependant, comme déjà remarqué, il est difficile trouver quelque chose dans ses œuvres qui ne soit pas lié aux applications. Ses travaux sur les équations aux dérivées partielles et l'élasticité linéaire ont toujours une visée constructive : par exemple, les résultats de l'article (Fichera 1975), qui traite de l'analyse asymptotique du potentiel, sont repris dans l'ouvrage (Fichera 1978a) et conduisent à la définition du problème du coin de Fichera (en) comme problème de référence standard pour les méthodes numériques. Un autre exemple de ses travaux sur les problèmes quantitatifs est l'étude interdisciplinaire (Fichera, Sneider et Wyman 1977), recensée dans (Fichera 1978b), où des méthodes d'analyse mathématique et d'analyse numérique sont appliquées à un problème posé par les sciences biologiques,.

#### Histoire des mathématiques
Ses travaux dans ce domaine occupent tout le volume (Fichera 2002). Il écrit des esquisses bibliographiques pour un certain nombre de mathématiciens, à la fois professeurs, amis et collaborateurs, dont Mauro Picone, Luigi Fantappiè (en), Pia Nalli, Maria Adelaide Sneider (en), Renato Caccioppoli, Solomon Mikhlin (en), Francesco Tricomi, Alexander Weinstein, Aldo Ghizzetti. Ses travaux historiques contiennent plusieurs observations contre la soi-disant revisitation historique : la signification de ce concept est clairement énoncée dans l'article (Fichera 1996). Il identifie au mot revisitation l'analyse des faits historiques en se basant uniquement sur des conceptions et des points de vue modernes : ce type d'analyse diffère de la « vraie » analyse historique puisqu'elle est fortement influencée par le point de vue de l'historien. L'historien appliquant ce type de méthodologie à l'histoire des mathématiques, et plus généralement à l'histoire des sciences, met l'accent sur les sources qui ont conduit un domaine à sa forme moderne, négligeant les efforts des pionniers.

## Publications (sélection)
Une sélection des œuvres de Gaetano Fichera a été publiée respectivement par l'Union mathématique italienne et l'Académie pontanienne dans son « opere scelte » (Fichera 2004) et dans le volume (Fichera 2002). Ces deux références incluent la plupart des articles répertoriés dans cette section : cependant, ces volumes n'incluent pas ses monographies et manuels, ainsi que plusieurs articles d'enquête sur divers sujets relatifs à ses domaines de recherche.

### Articles

#### Articles de recherche
- (it) Gaetano Fichera, « Intorno al passaggio al limite sotto il segno d'integrale » [« On the passage to the limit under the sign of integral »], Portugaliae Mathematica, vol. 4, no 1,‎ 1943, p. 1–20 (MR 0009192, zbMATH 0063.01364, lire en ligne). Dans cet article, Fichera prouve une condition nécessaire et suffisante pour l'échange des opérations de passage à la limite et de l'intégration pour des suites de fonctions, dans l'esprit du théorème de convergence dominée de Henri Lebesgue (qui établit néanmoins seulement une condition suffisante).
- (it) Gaetano Fichera, « Teoremi di completezza sulla frontiera di un dominio per taluni sistemi di funzioni » [« Completeness theorems on the boundary of a domain for certain systems of functions »], Annali di Matematica Pura ed Applicata, serie IV, vol. 27, nos 1–2,‎ 1948, p. 1–28 (DOI 10.1007/BF02415556, MR 0029014, zbMATH 0035.34801, S2CID 122309949).Un article classique en théorie du potentiel[35].
- (it) Gaetano Fichera, « Analisi esistenziale per le soluzioni dei problemi al contorno misti, relativi all'equazione e ai sistemi di equazioni del secondo ordine di tipo ellittico, autoaggiunti » [« Existential analysis of the solutions of mixed boundary value problems, related to second order elliptic equation and systems of equations, selfadjoint »], Annali della Scuola Normale Superiore, serie III, vol. 1, nos 1–4,‎ 1949, p. 75–100 (MR 0035370, zbMATH 0035.18603, lire en ligne, consulté le 15 avril 2009). Dans cet article, Gaetano Fichera donne les premières preuves de théorèmes d'existence et d'unicité pour le problème de condition aux limites mêlée impliquant des  opérateurs elliptiquesautoadjoints de second ordre dans des domaines généraux.
- (it) Gaetano Fichera, « Sulla derivazione delle funzioni additive d'insieme » [« On the differentiation of additive set functions »], Rendiconti del Seminario Matematico della Università di Padova, vol. 23,‎ 1954, p. 366–397 (MR 0064858, zbMATH 0058.28302, lire en ligne). Cet article est une contribution importante à la théorie de la mesure : le théorème de Radon-Nikodym-Lebesgue est étendu dans le but d'inclure des mesures singulières sigma additives dans sa gamme d'applicabilité.
- (it) Gaetano Fichera, « Alcuni recenti sviluppi della teoria dei problemi al contorno per le equazioni alle derivate parziali lineari », Convegno Internazionale sulle Equazioni Lineari alle Derivate Parziali – Trieste 25–28 Agosto 1954, Rome, Edizioni Cremonese,‎ 1955a, p. 174–227 (MR 0074665, zbMATH 0068.31101). L'article Some recent developments of the theory of boundary value problems for linear partial differential equations détaille l'approche de Fichera concernant la théorie générale des problèmes de valeurs aux limites pour des équations aux dérivées partielles linéaires à travers un théorème similaire dans l'esprit du théorème de Lax–Milgram: comme une application, les théorèmes généraux d'existence et d'unicité d'un précédent article (Fichera 1949) sont prouvés en abandonnant l'hypothèse de la linéarité des opérateurs différentiels partiels autoadjoints considérés.
- (it) Gaetano Fichera, « Su un metodo del Picone per il calcolo degli autovalori e delle autosoluzioni » [« On a method of Picone for the calculus of eigenvalues and eigensolutions »], Annali di Matematica Pura ed Applicata, 4e série, vol. 40, no 1,‎ 1955b, p. 239–259 (DOI 10.1007/BF02416536, MR 0075569, zbMATH 0065.35501, S2CID 119998735).
- (it) Gaetano Fichera, « Sulle equazioni differenziali lineari ellittico-paraboliche del secondo ordine » [« On linear elliptic-parabolic equations of second order »], Atti della Accademia Nazionale dei Lincei. Memorie. Classe di Scienze Fisiche, Matematiche e Naturali, serie VIII, vol. 5, no 1,‎ 1956, p. 1–30 (MR 0089348, zbMATH 0075.28102). C'est le premier article sur la théorie des équations aux dérivées partielles à caractéristique non positive : la fonction de Fichera est introduite et ses applications au problème aux limites pour cette classe d'opérateurs est détaillée. Le fait que le problème soit bien posé est également considéré.
- (it) Gaetano Fichera, « Caratterizzazione della traccia, sulla frontiera di un campo, di una funzione analitica di più variabili complesse » [« Characterization of the trace, on the boundary of a domain, of an analytic function of several complex variables »], Atti della Accademia Nazionale dei Lincei. Rendiconti. Classe di Scienze Fisiche, Matematiche e Naturali, vIII, vol. 22, no 6,‎ 1957, p. 706–715 (MR 0093597, zbMATH 0106.05202). Il s'agit d'un article qui a fait date dans la théorie des fonctions CR, où le problème de Dirichlet pour les fonctions analytiques de plusieurs variables complexes est résolu pour des données générales.
- (it) Gaetano Fichera, « Spazi lineari di k–misure e di forme differenziali », Proceedings of the Symposium on Linear Spaces, Jerusalem, 1960, Jerusalem / Oxford, Jerusalem Academic Press / Pergamon Press,‎ 1961a, p. 175–226 (MR 0133434, zbMATH 0126.17801).. "Linear spaces of k-measures and differential forms" (traduction anglaise du titre) est peut-être la contribution la plus importante de Gaetano Fichera à la théorie des formes différentielles extérieures : il introduit les k-mesures et montre que, bien qu'elles soient moins générales que les courants et donc plus faciles à utiliser, elles peuvent être utilisées pour prouver tous les résultats les plus importants de la théorie.
- (en) Gaetano Fichera (dir.), « On a unified theory of boundary value problems for elliptic-parabolic equations of second order », Boundary Problems in Differential Equations, Madison, Wisconsin, The University of Wisconsin Press,‎ 1960, p. 97–120 (MR 0111931, zbMATH 0122.33504, hdl 2027/uc1.b3805516, lire en ligne). Un article sur le problème aux limites pour les équations aux dérivées partielles à caractéristique non positive, où la fonction de Fichera est introduite et ses application sont décrites.
- (it) Gaetano Fichera, « Teoria assiomatica delle forme armoniche » [« Axiomatic theory of harmonic forms »], Rendiconti di Matematica e delle sue Applicazioni, 5e série, vol. 20,‎ 1961b, p. 147–171 (MR 0140124, zbMATH 0116.07601). Dans cet article, Fichera présente une théorie abstraite des formes harmoniques dans des espaces de Hilbert et donne une preuve du théorème de Hodge.
- (it) Gaetano Fichera, « Il teorema del massimo modulo per l'equazione dell'elastostatica tridimensionale » [« The maximum modulus theorem for the three-dimensional elastostatic equation »], Archive for Rational Mechanics and Analysis, vol. 7, no 5,‎ 1961c, p. 373–387 (DOI 10.1007/BF00250770, Bibcode 1961ArRMA...7..373F, zbMATH 0100.30801, S2CID 120725925). Il s'agit de l'article où le principe du maximum de Fichera est prouvé.
- (it) Gaetano Fichera, « Sul problema elastostatico di Signorini con ambigue condizioni al contorno » [« On the elastostatic problem of Signorini with ambiguous boundary conditions »], Atti della Accademia Nazionale dei Lincei. Rendiconti. Classe di Scienze Fisiche, Matematiche e Naturali, serie VIII, vol. 34, no 2,‎ 1963, p. 138–142 (MR 0176661, zbMATH 0128.18305, lire en ligne). Une annonce de recherche décrivant brièvement (et sans preuve) la solution de Gaetano Fichera au problème Sde ignorini.
- (it) Gaetano Fichera, « Problemi elastostatici con vincoli unilaterali: il problema di Signorini con ambigue condizioni al contorno », Atti della Accademia Nazionale dei Lincei. Memorie. Classe di Scienze Fisiche, Matematiche e Naturali, serie VIII, vol. 7, no 2,‎ 1964a, p. 91–140 (zbMATH 0146.21204). Un volumineux mémoire contenant les preuves détaillées de l'existence et du théorème d'unicité pour le problème de Signorini, traduit en anglais dans (en) Gaetano Fichera, « Elastostatic problems with unilateral constraints: the Signorini problem with ambiguous boundary conditions », Seminari dell'istituto Nazionale di Alta Matematica 1962–1963, Rome, Edizioni Cremonese,‎ 1964b, p. 613–679.
- (en) Gaetano Fichera, « Semicontinuity of multiple integrals in ordinary form », Archive for Rational Mechanics and Analysis, vol. 17, no 5,‎ 1964c, p. 339–352 (DOI 10.1007/BF00250470, Bibcode 1964ArRMA..17..339F, zbMATH 0128.10003, S2CID 119935181). Dans cet article, Gaetano Fichera prouve un théorème de semi-continuité pour des fonctionnelles dépendant d'un opérateur linéaire général, non nécessairement un opérateur différentiel partiel.
- (en) Gaetano Fichera, « Existence theorems in elasticity », dans Siegfried Flügge, Clifford A. Truesdell, Festkörpermechanik/Mechanics of Solids, vol. 2, Berlin–Heidelberg–New York, Springer-Verlag, 1972a, 347–389 p. (ISBN 3-540-13161-2, zbMATH 0277.73001),  (ISBN 0-387-13161-2). L'entrée encyclopédique écrite par Fichera sur les théorèmes d'existence en élasticité linéaire pour le Handbuch der Physik à l'invitation de Clifford Truesdell.
- (en) Gaetano Fichera, « Boundary value problems of elasticity with unilateral constraints », dans Siegfried Flügge, Clifford A. Truesdell, Festkörpermechanik/Mechanics of Solids, vol. 2, Berlin–Heidelberg–New York, Springer-Verlag, 1972b, 391–424 p. (ISBN 3-540-13161-2, zbMATH 0277.73001),  (ISBN 0-387-13161-2). L'entrée encyclopédique rédigée par Fichera sur les problèmes avec contraintes unilatérales (la classe des problèmes de valeur limite à laquelle appartient le problème de Signorini) pour le Handbuch der Physik à l'invitation de Clifford Truesdell.
- (it) Gaetano Fichera, « Comportamento asintotico del campo elettrico e della densità elettrica in prossimità dei punti singolari della superficie conduttore » [« Asymptotic behavior of the electric field and density of the electric charge in the neighborhood of singular points of a conducting surface »], Rendiconti del Seminario Matematico Università e Politecnico di Torino, vol. 32, nos 1973–74,‎ 1975, p. 111–143 (zbMATH 0318.35007). Il s'agit d'un article important sur l'analyse asymptotique du champ électrique au voisinage du sommet d'une surface conductrice conique.
- (en) Gaetano Fichera, « Asymptotic behaviour of the electric field near the singular points of the conductor surface », Rendiconti della Accademia Nazionale dei Lincei, Classe di Scienze Fisiche, Matematiche e Naturali, 8e série, vol. 60, no 1,‎ 1976, p. 13–20 (MR 0489373, zbMATH 0364.35004, lire en ligne).
- (en) Gaetano Fichera, Maria A. Sneider et Jeffreys Wyman, « On the existence of a steady state in a biological system », Atti della Accademia Nazionale dei Lincei. Memorie. Classe di Scienze Fisiche, Matematiche e Naturali, serie VII, Sezione III, vol. XIV, no 1,‎ 1977, p. 1–26 (PMID 270662, PMCID 431902, DOI 10.1073/pnas.74.10.4182, Bibcode 1977PNAS...74.4182F, zbMATH 0414.92004). Ouvrage présentant une analyse interdisciplinaire complète de la stabilité d'un système d'équations différentielles ordinaires contenant un grand nombre de paramètres, modélisant un système biologique : les résultats présentés ici ont été étudiés plus tard dans l'article (Fichera 1978b).
- (en) Gaetano Fichera, Maria Adelaide Sneider et Jeffres Wyman, « On the existence of a steady state in a biological system », PNAS, vol. 74, no 10,‎ 1977a, p. 4182–4184 (PMID 270662, PMCID 431902, DOI 10.1073/pnas.74.10.4182, Bibcode 1977PNAS...74.4182F). Une brève annonce de recherche présentant les résultats détaillés dans (Fichera, Sneider et Wyman 1977).
- (it) Gaetano Fichera, « Un problema di analisi matematica proposto dalla biologia », Rendiconti di Matematica e delle sue Applicazioni, 6e série, vol. 10, no 4,‎ 1978b, p. 1–6 (MR 0503945, zbMATH 0378.34039). Il s'agit d'un article de synthèse sur une recherche interdisciplinaire menée par lui, Maria Adelaide Sneider et Jeffries Wyman, sur l'existence d'un état stationnaire dans un système biologique : les résultats de la recherche ont été publiés précédemment sous le titre de (Fichera, Sneider et Wyman 1977).
- (en) Gaetano Fichera, « Remarks on Saint-Venant's principle », Rendiconti di Matematica e delle sue Applicazioni, serie 6, vol. 12, no 2,‎ 1979a, p. 181–200 (MR 0557661, zbMATH 0443.73002). Un document contenant une preuve mathématique du principe de Saint-Venant.
- (it) Gaetano Fichera, « Avere una memoria tenace crea gravi problem », Archive for Rational Mechanics and Analysis, vol. 70, no 2,‎ 1979b, p. 373–387 (DOI 10.1007/BF00281161, Bibcode 1979ArRMA..70..373., MR 1553577, zbMATH 0425.73002, S2CID 189788538). "Having a tenacious memory creates serious problems" un ouvrage bien connu sur le principe de la mémoire fondante et sur les conséquences qu'implique son adoption imprudente.
- (en) Gaetano Fichera, « The problem of the completeness of systems of particular solutions of partial differential equations », dans R. Ansorge, K. Glashoff, B. Werner, Numerical mathematics, Symposium on the Occasion of Retirement of Lothar Collatz, Hamburg 1979, vol. 49, Bâle, Birkhäuser-Verlag, 1979c, 25–41 p. (zbMATH 0434.35010).
- (it) Gaetano Fichera, « Problemi al contorno per le funzioni pluriarmoniche », Atti del Convegno celebrativo dell'80° anniversario della nascita di Renato Calapso, Messina–Taormina, 1–4 avril 1981, Rome, Libreria Eredi Virgilio Veschi,‎ 1982a, p. 127–152 (MR 0698973, zbMATH 0958.32504). Dans "Boundary value problems for pluriharmonic functions" (en), Fichera prouve une condition de trace pour des fonctions pluriharmoniques.
- (it) Gaetano Fichera, « Valori al contorno delle funzioni pluriarmoniche: estensione allo spazio R2n di un teorema di L. Amoroso » [« Boundary values of pluriharmonic functions: extension to the space R2n of a theorem of L. Amoroso »], Rendiconti del Seminario Matematico e Fisico di Milano, vol. 52, no 1,‎ 1982b, p. 23–34 (DOI 10.1007/BF02924996, MR 0802991, zbMATH 0569.31006, S2CID 122147246).
- (it) Gaetano Fichera, « Su un teorema di L. Amoroso nella teoria delle funzioni analitiche di due variabili complesse » [« On a theorem of L. Amoroso in the theory of analytic functions of two complex variables »], Revue Roumaine de Mathématiques Pures et Appliquées, vol. 27,‎ 1982c, p. 327–333 (MR 0669481, zbMATH 0509.31007). Dans cet article, il est prouvé qu'une condition nécessaire et suffisante pour qu'une fonction harmonique définie sur une boule dans {\displaystyle \mathbb {C} ^{2}} soit pluriharmonique est de satisfaire l'équation intégrale d'Amoroso.
- (it) Gaetano Fichera, « Sul teorema di Cauchy–Morera per le funzioni analitiche di più variabili complesse » [« On the theorem of Cauchy–Morera for analytic functions of several complex variables »], Atti della Accademia Nazionale dei Lincei. Rendiconti. Classe di Scienze Fisiche, Matematiche e Naturali, series VIII, vol. 74, no 6,‎ 1983, p. 336–350 (MR 0756714, zbMATH 0573.32005, lire en ligne). Dans cet article, le théorème de Morera pour des fonctions analytiques de plusieurs variables complexes est prouvée sous la seule hypothèse d'intégrabilité locale pour la fonction donnée f.
- (en) Gaetano Fichera, « Unification of global and local existence theorems for holomorphic functions of several complex variables », Atti della Accademia Nazionale dei Lincei. Memorie. Classe di Scienze Fisiche, Matematiche e Naturali, serie VIII, vol. 18, no 3,‎ 1986, p. 61–83 (MR 0917525, zbMATH 0705.32006). Un article décrivant les idées de (Fichera 1957), donnant quelques extensions de ces idées et une solution pour un problème de Cauchy particular pour des fonctions holomorphiques de plusieurs variables complexes.
- (en) Gaetano Fichera, « A boundary value problem connected with response of semi-space to a short laser pulse », Atti della Accademia Nazionale dei Lincei, Rendiconti Lincei, Matematica e Applicazioni, serie IX, vol. 8, no 4,‎ 1997, p. 197–228 (MR 1611621, zbMATH 0903.35034, lire en ligne). Les dernier article scientifique de Gaetano Fichera, posthume, préparé pour publication par Olga Oleinik et son épouse.
- (it + en + de + fr) Gaetano Fichera, Opere scelte [« Selected works »], Florence, Edizioni Cremonese (distribué par l'Union mathématique italienne), 2004, XXIX+432 (vol. 1), pp. VI+570 (vol. 2), pp. VI+583 (vol. 3)  (ISBN 88-7083-811-0) (vol. 1),  (ISBN 88-7083-812-9) (vol. 2),  (ISBN 88-7083-813-7) (vol. 3). Trois volumes rassemblant les articles mathématiques les plus importants de Gaetano Fichera dans leur langue originale et sous leur forme typographique, y compris une esquisse biographique d'Olga Oleinik.

#### Articles historiques et d'enquête
- (it) Gaetano Fichera, « Risultati concernenti la risoluzione delle equazioni funzionali lineari dovuti all'Istituto Nazionale per le applicazioni del calcolo » [« Results concerning the solutions of linear functional equations due to the National Institute for Calculus Applications »], Atti della Accademia Nazionale dei Lincei. Memorie. Classe di Scienze Fisiche, Matematiche e Naturali, serie VIII, vol. 3, no 1,‎ 1950, p. 1-81 (MR 0036409, zbMATH 0066.09902). Une étude approfondie des résultats sur les solutions des équations intégrales linéaires et des équations aux dérivées partielles obtenus par l'équipe de Mauro Picone à l'Istituto Nazionale per le Applicazioni del Calcolo, en utilisant des méthodes de l'analyse fonctionnelle
- (en) Gaetano Fichera, « On the approximation of analytic functions by rational functions », Journal of Mathematical and Physical Sciences, Madras, vol. 8, no 1,‎ 1974b, p. 7-19 (zbMATH 0294.30034). Un article de synthèse sur la théorie de l'approximation de et par des fonctions analytiques d'une variable complexe.
- (it) Gaetano Fichera, « Il contributo femminile al progresso della matematica » [« Women's contribution to the advancement of mathematics »], Memorie e Rendiconti della Accademia di Scienze, Lettere e Belle Arti Degli Zelanti e dei Dafnici, serie II, vol. VIII,‎ 1978, p. 41-58 (lire en ligne).
- (it) Gaetano Fichera, « Il contributo italiano alla teoria matematica dell'elasticità » [« The Italian contribution to the mathematical theory of elasticity »], Rendiconti del Circolo Matematico di Palermo, Circolo Matematico di Palermo, 2e série, vol. XXVIII, no 1,‎ janvier-avril 1979, p. 5-26 (DOI 10.1007/BF02849579, MR 0564544, zbMATH 0433.73002, S2CID 122003599). Le discours de Gaetano Fichera prononcé à l'occasion de la remise du laurea honoris causa en génie civil : il décrit l'histoire de la théorie de l'élasticité en détaillant particulièrement les contributions des mathématiciens et des ingénieurs italiens.
- (it) Gaetano Fichera, « Alexander Weinstein », Atti della Accademia Nazionale dei Lincei. Rendiconti. Classe di Scienze Fisiche, Matematiche e Naturali, serie VIII, vol. 70, no 5,‎ 1981, p. 233-240 (zbMATH 0504.01031, lire en ligne).
- (en) Gaetano Fichera, « I contributi di Guido Fubini e di Francesco Severi alla teoria delle funzioni di più variabili complesse », dans Atti del convegno matematico in celebrazione del centenario nascita di Guido Fubini e Francesco Severi. Torino, 8–10 Octobre 1979, vol. 115, Turin, Accademia delle Scienze di Torino, 1982d, 23-44 p. (MR 0727484, zbMATH 0531.32001). Dans l'article "Les contributions de Guido Fubini et Francesco Severi à la théorie des fonctions de plusieurs variables complexes", Gaetano Fichera décrit les principales contributions des deux scientifiques au problème de Cauchy et au problème de Dirichlet pour les fonctions holomorphes de plusieurs variables complexes, ainsi que l'impact de leurs travaux sur les recherches ultérieures.
- (it) Gaetano Fichera, « I teoremi di Severi e Severi-Kneser per le funzioni analitiche più variabili complesse e loro ulteriori sviluppi », dans Recenti sviluppi in analisi matematica e sue applicazioni. Atti del convegno internazionale dedicato al Prof. G. Aquaro in occasione del suo 70° compleanno, Bari, Editori Laterza, 1991a, 13-25 p. (MR 1185553, zbMATH 0836.32001), chap. 237-244. "Les théorèmes de Severi et Severi-Kneser pour les fonctions analytiques de plusieurs variables complexes et leurs développements ultérieurs" est un article de synthèse historique sur le problème de Cauchy et le problème de Dirichlet pour les fonctions holomorphes de plusieurs variables complexes, mettant à jour les travaux antérieurs de (Fichera 1982d).
- (it) Gaetano Fichera, « Ricordo di Renato Caccioppoli », Ricerche di Matematica, vol. 40, no supplement,‎ 1991b, p. 11-15 (zbMATH 0788.01051). Quelques souvenirs de son ami proche Renato Caccioppoli.
- (en) Gaetano Fichera, « Il calcolo infinitesimale alle soglie del Duemila » [« Infinitesimal calculus at the threshold to the year 2000 »], Atti della Accademia Nazionale dei Lincei. Classe di Scienze Fisiche, Matematiche e Naturali. Rendiconti Lincei. Supplemento, serie IX, vol. 4, no 1,‎ 1993, p. 69-86 (MR 1286793, zbMATH 0876.01032). Un document d'étude décrivant le développement du calcul infinitésimal au cours du vingtième siècle et essayant de tracer des scénarios possibles pour son évolution future.
- (it) Gaetano Fichera, « L'ultima lezione », Rendiconti della Accademia Nazionale delle Scienze Detta dei XL, Memorie di Matematica e Applicazioni, vol. 19, no 1,‎ 1995a, p. 1-24 (MR 1387547, lire en ligne, consulté le 26 juillet 2011). La "dernière leçon" du cours d'analyse supérieure de Fichera, donnée à l'occasion de sa retraite de l'enseignement universitaire en 1992.
- (it) Gaetano Fichera, « La nascita della teoria delle disequazioni variazionali ricordata dopo trent'anni », dans Incontro scientifico italo-spagnolo. Roma, 21 ottobre 1993, vol. 114, Rome, Accademia Nazionale dei Lincei, 1995b, 47-53 p. (lire en ligne). La naissance de la théorie des inégalités variationnelles, trente ans après raconte l'histoire des débuts de la théorie des inégalités variationnelles du point de vue de son fondateur.
- (it) Gaetano Fichera, « Rivisitazione e storia due aspetti contrastanti della storiografia scientifica », dans Gino Tarozzi, Convegno "Giuseppe Geminiani", Cesena 16–19 October 1995, Cesena–Urbino, 1996. "Révisitation et histoire : deux aspects contradictoires de l'historiographie scientifique" détaille les opinions de son auteur sur la manière de mener des recherches historiques sur des sujets mathématiques.
- (it) Gaetano Fichera, « L'analisi matematica in Italia fra le due guerre », Atti della Accademia Nazionale dei Lincei, Rendiconti Lincei, Matematica e Applicazioni, iX, vol. 10, no 4,‎ 1999, p. 279-312 (MR 1767935, zbMATH 1026.01013, lire en ligne).
- (en) Gaetano Fichera, « Opere storiche biografiche, divulgative », Giannini / Società Nazionale di Scienze, Lettere e Arti in Napoli, Naples,‎ 2002, p. 491 (lire en ligne). Gaetano Fichera's "Historical, biographical, expository works": un volume rassemblant ses contributions en langue originale (anglais ou italien) dans les domaines de l'histoire des mathématiques et de l'exposé scientifique.

### Monographies et manuels
- (it) Gaetano Fichera, Lezioni sulle trasformazioni lineari. Volume I : Introduzione all'analisi lineare, Rome, Veschi Editore, 1962, XIX+502 (MR 0067346, zbMATH 0057.33601, lire en ligne)[36].
- (it) Gaetano Fichera, Premesse ad una teoria generale dei problemi al contorno per le equazioni differenziali, Rome, Veschi Editore, 1958, III+292[37]. Une monographie basée sur les notes de cours, prises par Lucilla Bassotti et Luciano De Vito, d'un cours donné par Gaetano Fichera à l'INdAM.
- (it) Gaetano Fichera, Metodi e risultati concernenti l'analisi numerica e quantitativa, vol. 12, Atti della Accademia Nazionale dei Lincei. Memorie. Classe di Scienze Fisiche, Matematiche e Naturali, 1974a, 1–202 p. (MR 0639162, zbMATH 0334.65002), chap. 1. Un vaste article sur certains résultats de l'analyse numérique (en particulier sur le calcul numérique des valeurs propres) et des résultats associés de l'analyse mathématique obtenus par Gaetano Fichera et son école : sa traduction anglaise mise à jour est le livre (Fichera 1978a).
- (en) Gaetano Fichera, Numerical and quantitative analysis. Translated from Italian by Sandro Graffi, vol. 3, Londres–San Francisco–Melbourne, Pitman Publishing, 1978a, x+208 (ISBN 0-273-00284-8, MR 0519677, zbMATH 0384.65043). Une traduction en anglais mise à jour du mémoire (Fichera 1974a).
- (it) Gaetano Fichera, Problemi analitici nuovi nella fisica matematica classica, vol. 9, Istituto Anselmi, au nom du Conseil italien de la recherche), 1985, II+147 (MR 0848130).